# Palacio Ambrosiana
El Palacio Ambrosiana (Palazzo dell'Ambrosiana) es un palacio de Milán construido en el siglo XVII, parcialmente modificado en el siglo XIX y en 1932. Históricamente perteneciente al barrio de Porta Ticinese, el palacio tiene dos entradas: la actual en Piazza Pio XI n.° 2, antigua Piazzetta della Rosa, y la histórica en Piazza San Sepolcro. Alberga la Pinacoteca Ambrosiana y la Biblioteca Ambrosiana.  

## Historia
El palacio fue encargado a principios del siglo XVII para albergar el nuevo complejo cultural que el cardenal Federico Borromeo había diseñado para la ciudad de Milán, que habría incluido una galería de arte, una biblioteca y una academia de pintura. La primera piedra del edificio, conservada en la entrada del palacio, fue colocada por el propio Borromeo el 30 de agosto de 1609. Los objetivos eran varios: en primer lugar, el cardenal quería dotar a la ciudad de una válida escuela artística, ante el desinterés de los gobernantes españoles; además, con el control del arte de la ciudad, el cardenal pretendía combatir a través de él la «herejía protestante», según los dictados de la Contrarreforma.
El proyecto suele atribuirse a Lelio Buzzi, que inició la construcción en el año 1603. aunque el proyecto y las obras relacionadas pasaron a manos de Fabio Mangone y Alessandro Tesauro. El proyecto se atribuye en ocasiones, a Francesco Maria Richini, del que se conservan dos dibujos firmados para el palacio. En 1609, una vez terminado el palacio, se inauguró la Biblioteca Ambrosiana, una de las primeras bibliotecas abiertas al público en el mundo.
El palacio sufrió varias intervenciones y ampliaciones entre 1829 y 1836 por parte de Giacomo Moraglia, quien entre otras cosas, un patio interior. En 1928 la Ambrosiana tomó posesión de la Iglesia de San Sepolcro y de los edificios anexos a ella que, por decisión del prefecto Giovanni Galbiati, fueron recuperados entre 1928 y 1931 gracias a la obra de los arquitectos Alessandro Minali y Ambrogio Annoni: entre los nuevos locales lo más destacado incluye la Sala della Medusa adornada con una pequeña fuente del escultor Giannino Castiglioni y la Sala della Colonne un espacio elaborado, enriquecido con mosaicos y esculturas de estilo romano.  

## Arquitectura
El palacio tiene dos entradas principales. El primero en orden cronológico fue el de la Piazza San Sepolcro: parece un pronaos de formas clásicas, marcado por cuatro Pilastra de Orden dórico rematadas por un Tímpano (arquitectura) con el escudo de la familia Borromeo en su interior, con formas del estilo Barroco sostenidas por querubines; en el arquitrabe está la escritura BIBLIOTHECA AMBROSIANA. Junto al pronaos hay una estatua de piedra de Federico Borromeo.
En el siglo XX fueron necesarias ampliaciones para albergar las nuevas colecciones adquiridas por la pinacoteca: nueva fachada de la Piazza y dos órdenes de ventanas con tímpanos.